# Grad Zandenburg
Zandenburg je bil znameniti grad južno od Veereja. Od njega ni ostalo nič, razen nekaj temeljev pod tlemi.

## Lokacija in ime

### Ime
Zandenburg je bil prvič omenjen kot hiša in trdnjava (veste) v gospostvu (ambacht) v Zanddijku. Zanddijk (Sandick) dobesedno pomeni nasip na pesku, torej na območju s peščenimi tlemi. Prav tako je Zandenburg burg (grad) blizu ali na pesku. Drugi del imena: burg označuje njegov izvor kot enega od mnogih obrambnih objektov, zgrajenih na umetnem griču.

### Lokacija
Ostanki Zandenburga se nahajajo južno od obzidja mesta Veere. Leta 1812 so Veerejeve utrdbe dosegle grajsko ozemlje. Zunanji obor gradu je segalo skoraj do Veerškega vodnega kanala, ki povezuje Veere z Middelburgom. Leta 1944 je bil Walcheren poplavljen. Potem ko se je zemljišče veliko pozneje posušilo, je bilo ugotovljeno, da je zunanji jarek na zahodni strani grajskega terena postal del nove vodne poti, ki je potekala od Zanddijka do Veerškega vodnega kanala.

## Značilnosti gradu

### Zandenburška krogla
V poznem sedemnajstem stoletju je Kornelis Klein, župan mesta Veere, raziskoval ruševine Zandenburga. Naročil je nekaj izkopavanj temeljev in dal matematiku Isaacu Hildernisseju opraviti meritve. Hildernisse je naredil tloris, vendar je bil ta izgubljen. Na podlagi njegovega dela je več umetnikov kasneje naredilo rekonstrukcije tega, kako so mislili, da je Zandenburg izgledal prej.
Na eni od rekonstrukcij iz 18. stoletja je umetni hrib, element, ki izgleda kot nekakšna krogla, postavljena na grajskem zemljišču. Temelji na Hildernissejevi risbi temeljev, ki prikazuje krožno strukturo v središču terena. Verwey je podal trdno razlago te krožne strukture. Opazil je, da pot okoli hriba in kupola na vrhu spominjata na zelo bližnjo grajsko moto, ki je imela takšno pot in kupo le desetletja prej in je morda navdihnila risarje. 

### Zgodnji Zandenburg
V Zandenburgu je obstajala umetna okrogla struktura. Izvira iz 13. stoletja ali prej in po kasnejših risbah je imela premer približno 35 m. Lahko bi bil eden od ok. 150 umetnih gričev v Zelandiji. V tem primeru je verjetno, da je bil Zandenburg grad mota. Jaap Renaud meni, da je okrogel vodni grad veliko bolj verjeten kot majhen hrib. Še posebej, ker ni videl nobenega dokumenta, ki bi govoril o vzpetini.
Leta 1955 so na območju, kjer naj bi bil hrib, izkopali en sam jarek. Ugotovljeno je bilo, da v tleh in na njih ni bilo znakov, značilnih za umetne griče. Ni bilo najdene opeke, ali drobcev lončenine, in tudi ne živalskih kosti. Po drugi strani pa tudi niso našli dokazov o vodnem gradu.
Razen hriba so edini drugi znani ostanki zgodnjega gradu sestavljeni iz nekaj odsekov obzidja, izkopanega leta 1955. To izvira iz 13. stoletja in je bilo narejeno iz rdečih opek, ki merijo 30 X 15 X 8 cm. Ti majhni ostanki so v skladu s sprejeto teorijo, da je prvi Zandenburg zgradil Volfert Borselenski okoli leta 1280.

### Kvadratni grad
Velik kvadratni grad in njegov ogromen zunanji obor sta iz druge polovice 15. stoletja. Grad je upodobljen na (rekonstrukcijskih) risbah in tlorisu izkopanin. Za zgodovino sta pomembna dva vidika: kako bogat je bil Zandenburg in kakšna je bila vojaška vrednost gradu? Arheološki dokazi to nekoliko osvetlijo.
Izkopavanje v letu 1955 je obsegalo skoraj celotno vzhodno polovico glavnega gradu. Izkopavanja so pokazala velik kvadraten grad. Za razliko od risb iz 18. stoletja se zidovi gradu niso stikali pod kotom 90 stopinj. Obzidje blizu vzhodnega vogalnega stolpa je imelo vzporedne notranje zidove na približno 2 m razdalje, kar je bilo verjetno povezano z obrambno funkcijo gradu.
Stolp na severnem vogalu glavnega gradu je imel zidove pri dnu debele približno 2 metra. Poročilo o izkopavanjih stolpa ni datiralo drugače kot preostali del glavnega gradu. 
Ogromna zunanja ograja je bila dolga 150 m. Omejena izkopavanja niso pokazala vratnih zgradb na zunanjem oboru. Vendar pa so ti znani iz slik iz 18. in 19. stoletja in je znano, da so bila porušena leta 1812. Težak fragment na vzhodni strani je verjetno edini ostanek vzhodne vratarnice. 

## Zgodovina

### Gospodje iz Zanddijka
Prvi gospodje Zandenburga so bili znani po imenu svojega gospostva, tj. 'van Zandijk'. Ko je leta 1247 Simon iz Zandijka umrl brez zakonitih moških naslednikov, ga je nasledil Henrik Wisse Borselenski. 

### Rodbina Borselenskih
Henrik I. Borselenski naj bi bil prisoten na turnirju v Haarlemu leta 1235 kot Heer van (gospod) Veere. Henrik je pripadal mlajši veji družine Borselenskih, imenovane po vasi Borsele na Zuid-Bevelandu. Do leta 1390 je imela ta veja gospodov Veerški grb, ki je vključeval tri zvezde, da bi se razlikovali od glavne veje, ki jo je vodil Henrikov brat Frank. 
Henrik I. naj bi ustanovil zgodnji Zandenburg, o katerem je malo znanega. Ponovno se je poročil z Marijo Egmontsko in imel sinove Volferta I., Raasa, Janeza in Hedviko.
Leta 1282 sta Volfert I. Borselenski in njegova žena Sibila poklonila svoja zemljišča blizu Zandijka holandski grofici Beatrici. Volfert jih je prejel nazaj v dedni fevd od nje in po njej od holandskih grofov s poroko s Florisom V., Holandskim. Medtem ko so druge fevde v Zelandiji podedovali samo sinovi, je ta fevd bil dedni, in ga je lahko podedoval katerikoli Volfertov potomec. Podelitev je potrdil kasneje tudi Floris V. Holandski.
Volfert I. je igral pomembno vlogo v zgodovini Holandije in Zelandije. Postal je nekakšen regent Janeza I., Holandskega grofa. Med svojim mandatom je bil Janez zelo pogosto v Veeru, verjetno na gradu Magdalon, znanem tudi kot Latedale. Volfert I. si je nabral veliko bogastva, vendar so ga leta 1299 v Delftu linčali. Večino fevdov, ki jih je pridobil v Holandiji, je nato zasegel holandski grof.
Volfert II. Borselenski je nasledil svojega očeta Volferta I. Leta 1300 so Borselenski ubili nekaj svojih sovražnikov v Veeru. Leta 1303 se je Volfert II. postavil na stran flamskega grofa in prebivalci Veera so ubili svojega holandskega guvernerja. Leta 1309 so bili ti nasilni dogodki pomirjeni. Volfert II. je umrl leta 1317.
Naslednji gospod Veerški je postal Volfert III. Borselenski. Volfert II. je bil leta 1341 imenovan za gospoda Veerškega.  Verjetno je bil odgovoren za prvo mestno obzidje Veere. Leta 1350 je grof Viljem podelil ali potrdil Volferta III. posest Veere in drugih dobrin, vključno z Zandenburgom. Med vojnami trnka in trske se je Volfert III. najprej postavil na stran Margarete, nato pa se ji je uprl. Izgubil je bitko pri Veeru in kmalu zatem umrl.
Sledil je Volfert IV.  Nasledil bi ga njegov mlajši brat Henrik II.  Henrik II. je dobil Henrika III.,  ki ga je nasledil njegov mlajši brat Volfert IV. (?-1411). Med vladavino Volferta IV. je Veere postajal vse bolj primeren kot morsko pristanišče.
Henrik IV. (?-1448) je bil še mlad, ko mu je oče umrl. Henrik IV. je bil zelo uspešen v trgovini in v pomorskem vojskovanju. Leta 1445 je postal celo član reda zlatega runa  Volfert VI. Borselenski (okoli 1433–1487) se je leta 1444 v Zandenburgu poročil z Marijo Stewart, grofico Buchan. Marija je leta 1465 umrla, ne da bi preživela potomce. Leta 1467 je Volfert VI. postal stadholder Holandije in Zelandije. Bil je tudi admiral Burgundske Flandrije. Volfert VI. je bil na strani poražencev v flamskih uporih proti Maksimilijanu Avstrijskemu in je umrl v izgnanstvu.

### Burgundija-Beveren
Ana Borselenska je bila verjetno rojena drugi ženi Volferta VI. leta 1471 ali kasneje. V zgodnjih 1480-ih je bila poročena s Filipom Burgundskim-Beverenskim (1450-1498). Filip je pripadal nezakonski veji burgundskih vojvod in je bil od leta 1491 nizozemski admiral. Ana se je pozneje ponovno poročila z Ludvikom Montfoortskim. Leta 1503 je bil priznan za gospoda Veerškega, a je kmalu zatem leta 1505 umrl. Leta 1505 je katastrofalen požar uničil večji del zunanjega obora Zandenburga. Vendar pa je bila Anina vladavina od leta 1498 do vzpona njenega sina veličastna, saj se je Veere širil in številni princi so obiskali Zandenburg.
Sin Ane in Filipa Adolf Burgundski (1489–1540), je 22. avgusta 1504 postal naslednji gospod Veereški. Vendar je njegova mati živela do leta 1518 in dokumenti kažejo, da je nekaj časa še naprej sodelovala pri upravljanju posesti. Adolf je hitro pridobil spoštovanje nizozemskih gospodov. Postal je tudi nizozemski admiral.
Naslednik leta 1540 je bil Maksimilijan Burgundski (1514-1558). Leta 1547 je postal Stadholder Holandije, Zelandije in Utrechta. Maksimilijan je postal tudi admiral in leta 1555 postal markiz Veereški in Vlissingenski. Dokumenti iz njegovega arhiva so omogočili rekonstrukcijo njegovega dvora v Zandenburgu. Sestavljali so ga štirje oddelki. Na vrhu je bila pisarna ( bureau) za gospoda. Chambre je skrbel za osebne potrebe gospoda in gospe. Écuyerie in fourrerie so se ukvarjali s konji in orožjem ter opravljali vzdrževanje in zunanjo distribucijo. Kuhinja in boutellerie so se ukvarjali s predelavo hrane in pijače. To je bil splošen model organizacije, vendar so za Maksimilijanov dvor znani podatki o številu osebja in njihovih imenih.
Od Maksimilijana Burgundskega je Veere in Zandenburg podedoval Maksimilijan Héninski, 3. grof Bossujski (1542-1578). Vendar je bilo posestvo tako obremenjeno z dolgovi, da se je njegov oče odločil zavrniti dediščino. Leta 1567 je Filip II. Španski nato kupil pomanjšani markizat Veere.

### Porušen ob začetku osemdesetletne vojne
Na začetka osemdesetletne vojne se je Veere postavil na stran upornikov. Od 3. maja 1572 je v zalivu uspešno zadrževal španske čete. Zandenburg je propadal in se rušil. Skoraj vse, kar je ostalo od gradu, so leta 1585 porušili in uporabili za gradnjo bastiona Oranje v Veereju. Markizat je leta 1582 kupil Viljem Tihi. Vendar ga je zanimala le moč, ki mu jo je to dalo v deželnih stanovih Zelandije.

### Ruševine Zandenburga (1585-2021)
Potem ko je bil večji del Zandenburga porušen, je ostalo le nekaj ostankov. Zgoraj opisani umetni hrib je do leta 1700 izginil. Vrata, imenovana voorpoort so bila spremenjena v hišo, ki je stala do leta 1812. V bližini Veerškega vodnega kanala je bil tudi velik skedenj in dva stolpa. Ti ostanki zunanjega obora so bili porušeni leta 1812, ko so Francozi razširili utrdbe Veere.
Razen ostankov nekaterih jarkov do leta 1944 od Zandenburga ni ostalo skoraj nič. Tudi ti so bili tistega leta v veliki meri uničeni. Leta 1948 so postali vidni nekateri temelji v vodi, ki vodi iz Zanddijka v Veere. Leta 1955 se je na tem območju začela komasacija. To je pripeljalo do hitrega arheološkega izkopavanja dela terena, ki ga je izvedel Jaap Renaud, ker bi bili odstranjeni morebitni najdeni temelji.
Območje Zandenburga je bilo leta 2005 zaščiteno kot arheološki spomenik. Walcherse Archeologische Dienst je leta 2018 začel raziskovati teren z uporabo zemeljskega radarja